# Campionati africani di lotta 1992
I campionati africani di lotta 1992 sono stati la 10ª edizione della manifestazione continentale organizzata dalla FILA. Si sono svolti nell'aprile 1992 a Safi in Marocco. 

## Podi

### Uomini

#### Lotta libera
| Evento   | Oro                                 | Argento                  | Bronzo                      |
| 48 kg    | Amos Ojo Nigeria                    | Chaouki Sammari Tunisia  | Omar Kedjaouar Algeria      |
| 52 kg    | Joe Oziti Nigeria                   | Alla Abdelshafy Egitto   | Boutchich Choukri Tunisia   |
| 57 kg    | Tebe Dorgu Nigeria                  | Tarek Ibrahim Egitto     | Abd Enour Boukhaoua Algeria |
| 62 kg    | Tjaart du Plessis Sudafrica         | Idris Jimoh Nigeria      | Omar Kedjaouar Algeria      |
| 68 kg    | Ibo Oziti Nigeria                   | A. Nothnagel Sudafrica   | François Yinga Camerun      |
| 74 kg    | Barend Petrus Labuschagne Sudafrica | Issam El Kodary Egitto   | Okpamen Egbobamien Nigeria  |
| 82 kg    | Okpuro Enekpedekumoh Nigeria        | Marius Vogues Sudafrica  | Benjamin Booh Louha Camerun |
| 90 kg    | Victor Kodei Nigeria                | G. Labuschagne Sudafrica | Abdel Aziz Essafoui Marocco |
| 100 kg   | Johannes Roussow Sudafrica          | Ali Said Gabr Egitto     | Christian Iloanusi Nigeria  |
| + 100 kg | Mor Wade Senegal                    | Jackson Bidei Nigeria    | Kamal Abdou Egitto          |

#### Lotta greco-romana
| Evento   | Oro                         | Argento                     | Bronzo                       |
| 48 kg    | Abdelmalek El Aouad Marocco | Yacine Heriou Algeria       |                              |
| 52 kg    | Abdelfatah Ashraf Egitto    | Said Tango Marocco          | Yacine Benzaid Algeria       |
| 57 kg    | Yousef Magdi Egitto         | Abderraahman Naanaa Marocco | Rudi Palm Sudafrica          |
| 62 kg    | Mohamed Ahmed Kamel Egitto  | Rachid Khar Marocco         | Abdelkader Derradji Algeria  |
| 68 kg    | Mazouz Bendjedaa Algeria    | Ahmed Maghoussi Marocco     | Wilhelm Coetzee Sudafrica    |
| 74 kg    | Youcef Bouguerra Algeria    | Mohamed El-Khodary Egitto   | Gideon Malherbe Sudafrica    |
| 82 kg    | Abdelwarit Mohyddine Egitto | Lotfi Rahmani Algeria       | Monty de Beer Sudafrica      |
| 90 kg    | Abdelhareth Moustafa Egitto | Med Naouar Tunisia          | Christopher Snyman Sudafrica |
| 100 kg   | Abdou Kamal Egitto          | Alioune Diouf Senegal       | Willem Putter Sudafrica      |
| + 100 kg | Hassan El-Hadad Egitto      | Bounama Touré Senegal       | Rachid Belaziz Marocco       |

## Medagliere
La nazione ospitante è evidenziata.
| Pos.   | Paese     | Oro | Argento | Bronzo | Totale |
| ------ | --------- | --- | ------- | ------ | ------ |
| 1      | Egitto    | 7   | 5       | 1      | 13     |
| 2      | Nigeria   | 6   | 2       | 2      | 10     |
| 3      | Sudafrica | 3   | 3       | 6      | 12     |
| 4      | Algeria   | 2   | 2       | 5      | 9      |
| 5      | Marocco   | 1   | 4       | 2      | 7      |
| 6      | Senegal   | 1   | 2       | 0      | 3      |
| 7      | Tunisia   | 0   | 2       | 1      | 3      |
| 8      | Camerun   | 0   | 0       | 2      | 2      |
| Totale | Totale    | 20  | 20      | 19     | 59     |